# Retrato de un hombre con sus hijos
Retrato de un hombre con sus hijos (Portrait d'un homme et de ses enfants), también llamado El diputado de la Convención Michel Gérard y su familia, es un retrato colectivo al óleo de 130 x 62 cm, de autoría debatida, pintado por Jacques-Louis David o al menos por su taller en el periodo 1792-1795. Se conserva en el Museo de Tessé (Le Mans, Francia).
Michel Gérard, conocido como le père Gérard (1713-1815), el único diputado campesino que fue elegido por el tercer estado para los Estados Generales de 1789, era en la época del cuadro diputado por Rennes en la Convention Nationale ("Convención Nacional"), razón por la cual se le aplica el título de conventionnel (no debe traducirse como "convencional"). Se había destacado como un personaje muy popular desde el inicio de la Revolución, conocido por llevar siempre su traje de campesino bretón (bretons era uno de los grupos políticos de la Revolución francesa); aunque, obviamente, su posición social era muy superior, como atestigua el traje burgués a la moda urbana que llevan los miembros de su familia. A pesar de haberse alineado inicialmente con Le Chapelier, pasó a ser identificado con los republicanos (William Wordsworth lo puso como ejemplo de republicano modelo). Collot d'Herbois publicó en 1792 (o 1791) un Almanach du père Gérard.
La simpatía entre retratista y retratado es manifiesta en el tratamiento del tema: un interior con una escena familiar, poco espontánea, pero en la que la figura principal aparece representada con una gran dignidad, completamente ajena a la solemnidad de los retratos oficiales que el propio David realizó posteriormente para Napoleón Bonaparte; lo que puede entenderse como una muestra de la identificación del pintor con la causa revolucionaria (él mismo era también diputado de la Convención por la section du Muséum de París). Además de representar La muerte de Marat, parece que David pretendió realizar un cuadro o una serie en la que hubieran aparecido desnudos, como corresponde a los héroes clásicos, los revolucionarios con los que se identificaba en mayor medida (al menos el propio Gérard, Mirabeau, Barnave, Prieur y el abate Grégoire). Sí llegó a pintar unos esbozos de cabeza de esos personajes, entre ellos el de Gérard. Por su aspecto (con mucho menos pelo que en el cuadro en que aparece con su familia), debe ser de fecha posterior.